# تازة كند (تشله خانة)
تازة كند هي قرية في مقاطعة شبستر، إيران. عدد سكان هذه القرية هو 973 في سنة 2006.